# Citharichthys stampflii
Perpeire lisse
Espèce
Statut de conservation UICN

 LC  : Préoccupation mineure
Citharichthys stampflii, le Perpeire lisse, est une espèce de poissons plats de la famille des Paralichthyidae qui se rencontre dans tous les milieux depuis l'eau douce jusqu'à l'eau de mer.

## Description
Citharichthys stampflii peut mesurer jusqu'à 176 mm de longueur totale.

## Répartition
Ce poisson se rencontre depuis le Sénégal jusqu'à l'Angola et est parfois mentionné en Mauritanie. Il est présent depuis la surface et jusqu'à 50 m de profondeur.

## Systématique
Le nom valide complet (avec auteur) de ce taxon est Citharichthys stampflii (Steindachner, 1894).
L'espèce a été initialement classée dans le genre Hemirhombus sous le protonyme Hemirhombus stampflii Steindachner, 1894,.
Ce taxon porte en français le nom vernaculaire ou normalisé suivant : Perpeire lisse,.
Citharichthys stampflii a pour synonymes :
- Citarichthys stamfli (Steindachner, 1894)
- Hemirhombus stampflii (Steindachner, 1894)
- Hemirhombus stampflii Steindachner, 1894
- Syacium stamplii (Steindachner, 1894)

### Étymologie
Son épithète spécifique, stampflii, pourrait lui avoir été donnée en l'honneur du naturaliste Franz Xaver Stampfli (1847-1903) qui a travaillé au Liberia, localité type de cette espèce.

### Publication originale
- (de) F. Steindachner, « Die Fische Liberia’s », Notes from the Leyden Museum, Leyde, Inconnu, vol. 16, nos 1/2,‎ 1894, p. 1-96 (ISSN 1872-9231, OCLC 1755814, lire en ligne).